# Clase Prima
La clase Prima (también conocida como Proyecto Leonardo) es una clase de cruceros operados por Norwegian Cruise Line (NCL). Estos son los primeros barcos de NCL construidos por Fincantieri. Se espera que cada barco cueste alrededor de 850 millones de dólares.
El primer barco, el Norwegian Prima, entró en servicio en 2022, y el segundo, el Norwegian Viva, se espera para 2023.

## Unidades
| Año construcción | Buque                 | Tonelaje   | Bandera  | Notas                                                                         |
| ---------------- | --------------------- | ---------- | -------- | ----------------------------------------------------------------------------- |
| 2022             | Norwegian Prima       | 142.500 tn | Bahamas  |                                                                               |
| 2023             | Norwegian Viva        | 142.500 tn | Bahamas  |                                                                               |
| clase Prima Plus |                       |            |          |                                                                               |
| 2025             | Norwegian Aqua        | 158.000 tn |          | Será un 10 % más grande que el Norwegian Prima y el Norwegian Viva en trabajo |
| 2026             | Norwegian Luna        | 158.000 tn | flotante | Será un 10 % más grande que el Norwegian Prima y el Norwegian Viva            |
| 2027             | Sin nombre confirmado | 172.000 tn |          | Será un 10 % más grande que el Norwegian Prima y el Norwegian Viva            |
| 2028             | Sin nombre confirmado | 172.000 tn |          | Será un 10 % más grande que el Norwegian Prima y el Norwegian Viva            |